# Theis Hagemeister

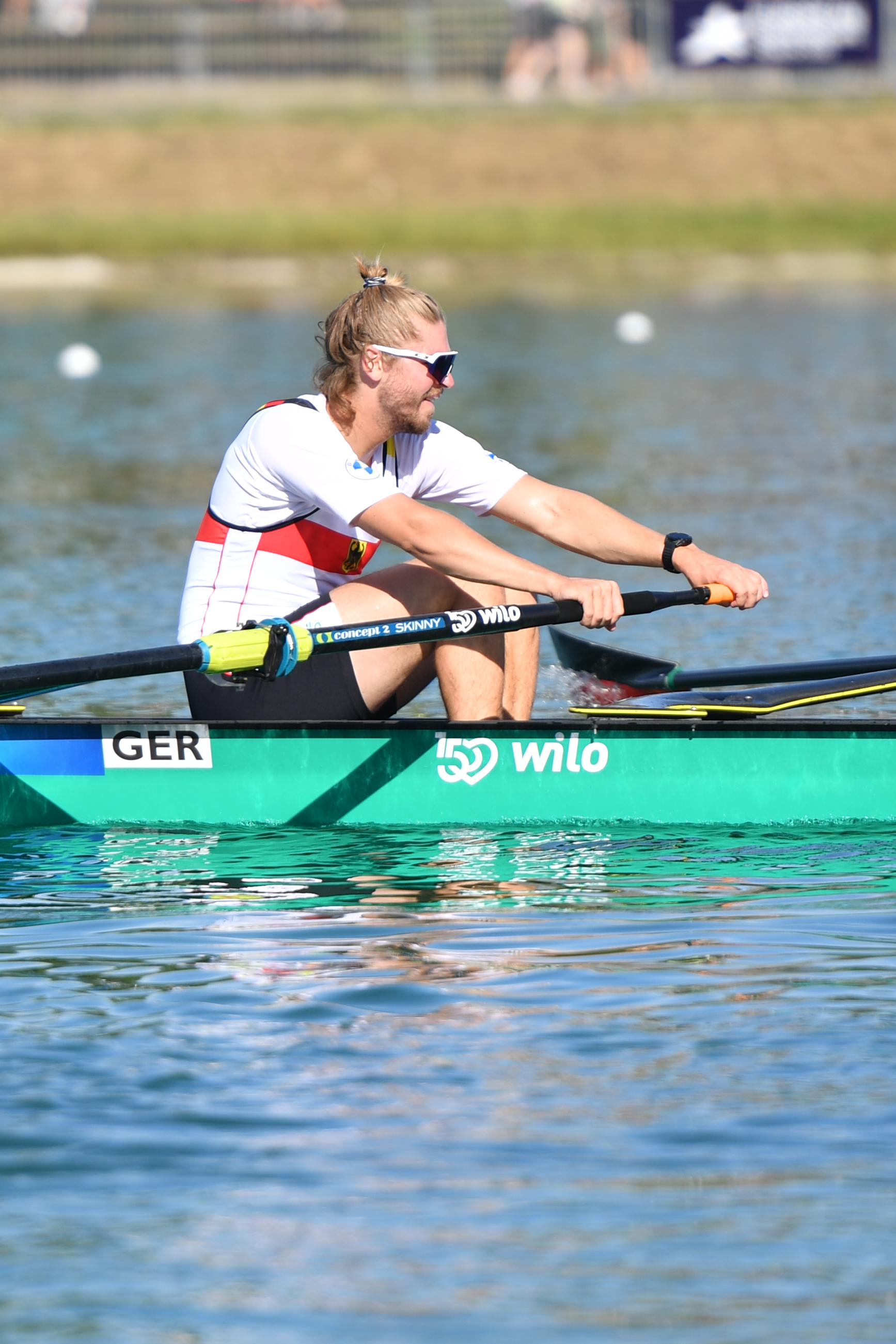
Theis Hagemeister bei den Europameisterschaften 2022

Theis Hagemeister (* 31. Mai 1997) ist ein deutscher Ruderer.

## Sportliche Karriere
Hagemeister ist der Sohn eines Deutschen und einer Niederländerin. Er wuchs in Norddeutschland und in den Niederlanden auf. Das Rudern erlernte er in Bayern beim Ruder Club am Lech Kaufering. Später wechselte er nach Hessen zur Frankfurter Rudergesellschaft Germania 1869. 2024 wurde er zusammen mit dem Marbacher Jannik Metzger Deutscher Meister im Zweier ohne Steuermann.
Bei den U23-Weltmeisterschaften 2019 gewann Hagemeister mit dem niederländischen Achter die Bronzemedaille. 2022 belegte er mit dem deutschen Vierer ohne Steuermann als Sieger des B-Finales den siebten Rang bei den Europameisterschaften in München. Ebenfalls Siebte wurde die deutsche Crew bei den Weltmeisterschaften in Račice u Štětí. Nachdem der deutsche Vierer 2023 auch bei den Europameisterschaften in Bled den siebten Rang errudert hatte, erreichte er bei den Weltmeisterschaften in Belgrad nur das C-Finale. 